# Banneux

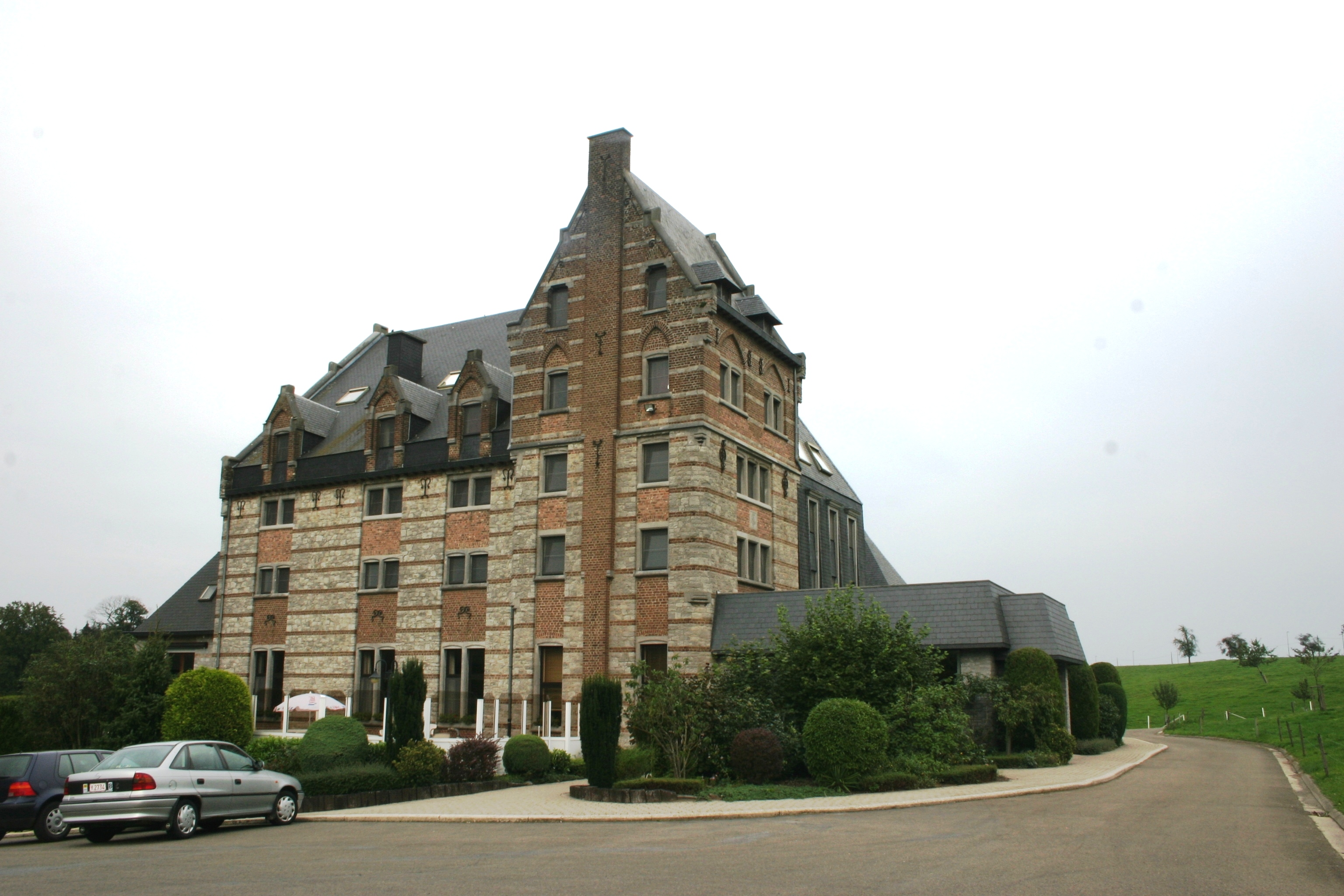
Castillo de Chaityfontaine cerca de Banneux.

Banneux (pronunciación en francés: /banø/) es un pueblo de Valonia situado en el municipio de Sprimont, perteneciente al distrito de Louveigné, en la provincia de Lieja, Bélgica. Es conocida por las apariciones marianas reportadas de Nuestra Señora de Banneux, también conocida como Nuestra Señora de los Pobres, a una joven llamada Mariette Beco. Desde 1933, el lugar se ha convertido en uno de los lugares de peregrinación más importantes de Bélgica.